# Alfredo Golino
Alfredo Golino (* 21. November 1957 in Neapel) ist ein italienischer Jazz- und Popmusiker (Schlagzeug).

## Leben und Wirken
Golino erhielt eine Musikausbildung durch seinen Vater, Antonio Golino, der gleichfalls als Schlagzeuger tätig war. Bereits mit 17 Jahren trat er in der NATO-Basis in Neapel auf. Bald darauf wurde er für verschiedenen Musikproduktionen des RAI in Neapel rekrutiert. Mit 18 Jahren zog er nach Rom, um mit Armando Trovajoli und als Studiomusiker zu arbeiten. 1980 wurde er Mitglied im RAI-Orchester in Mailand; daneben wirkte er in vielen Jazz-Ensembles und sammelte erste Erfahrungen als Produzent. 1989 verließ er die RAI, um eine europaweite Karriere zu verfolgen.
1990 gründete er zusammen mit seiner Frau Giulia Fasolino sowie mit Matteo Fasolino, Charlie Cinelli und Gogo Ghidelli die Gruppe Giulia Combo, die eine Platte aufnahm und bei Kritikern und Publikum gut ankam. Im Bereich des Jazz arbeitete er mit Franco Ambrosetti und Heiri Känzig. Zwischen 1994 und 1996 gehörte er zur Rockband Oro. Gemeinsam mit Giulia Fasolino, Charlie Cinelli und Gogo Ghidelli entstand Cambiomusica, ein Musikverlag, der Künstler wie Mina, Adriano Celentano, Renato Zero oder Monica Naranjo betreute. Weiterhin tourte er mit Eros Ramazzotti.
Golino legte 2014 das Album Just Play Life vor, um 2016 mit Rita Marcotulli und Ares Tavolazzi das Album TrioKàla zu veröffentlichen. Mit Danilo Rea und Massimo Moriconi entstanden die Album Tre per una (2019) und Tre x una – Fortissimo (2022). Er ist auch auf Alben mit Sergio Esposito, Giorgio Azzolini, Guido Manusardi, dem Jazz Class Orchestra und Ronnie Cuber / Enrico Pieranunzi zu hören.

## Preise und Auszeichnungen
Golino hat mehrere Auszeichnungen erhalten, darunter einen Telegatto als bester Musiker, zwei Goldene Schallplatten und 2001 als Begleiter beim Album El Alma al Aire von Alejandro Sanz auch einen Latin Grammy.